# Cal·ligrafia occidental

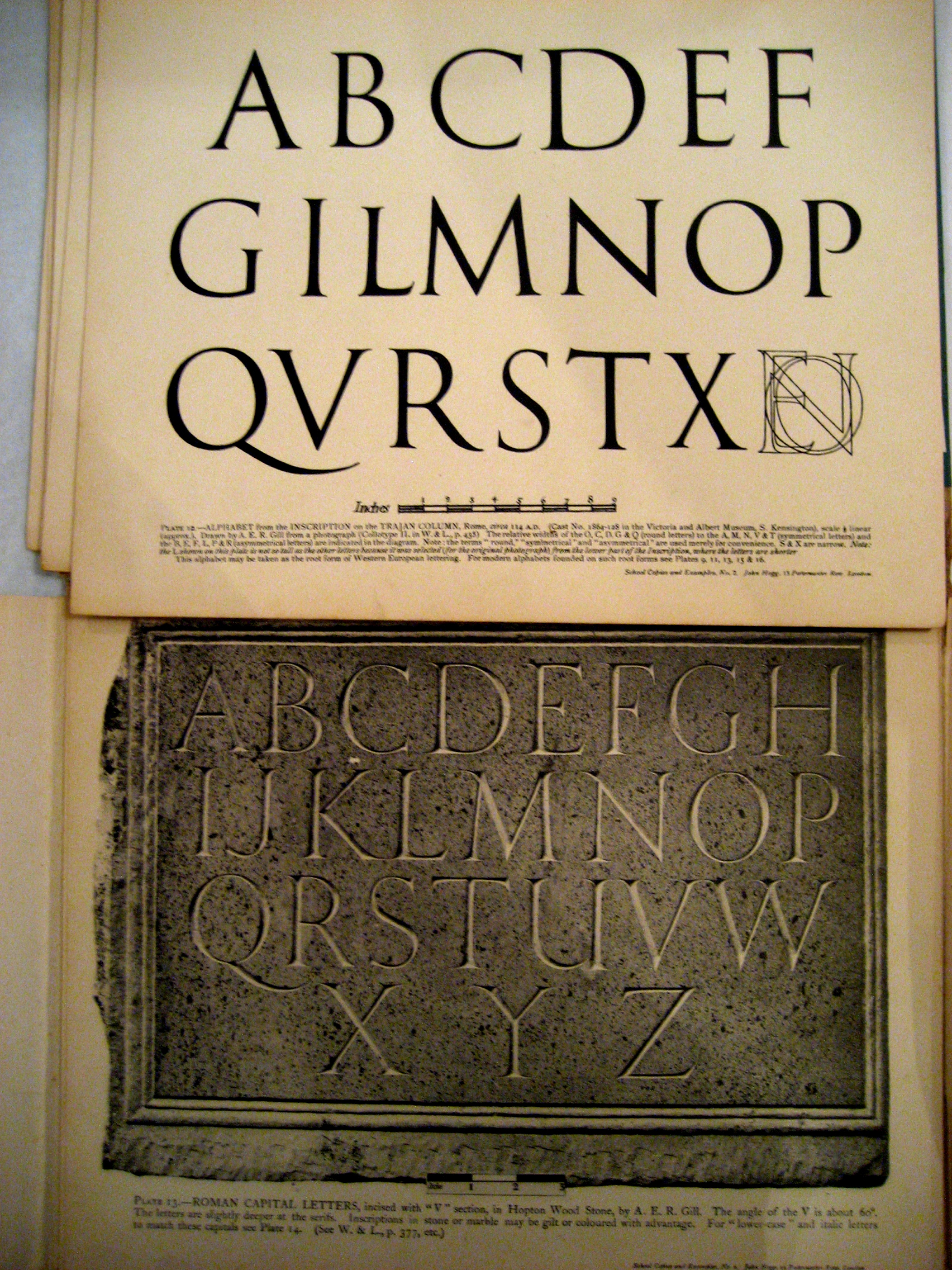
Amb cisell damunt pedra, les majúscules. L'escriptura quadrada és considerada com un dels més bells exemples de cal·ligrafia.

La cal·ligrafia occidental o cal·ligrafia llatina és la cal·ligrafia basada en l'ús de l'alfabet llatí, creat pels romans, i en un sentit més ampli abasta també els treballs realitzats emprant l'alfabet grec o el ciríl·lic. Els romans, a cop de cisell, esculpien sobre pedra les belles majúscules quadrades romanes, en un alfabet que constava únicament de les que avui anomenem lletres majúscules, les harmòniques proporcions les han fet arribar gairebé sense canvis fins als nostres dies. L'omnipresent tipografia Times New Roman dels ordinadors deriva directament de la forma de les lletres romanes, com el seu nom dona clarament a entendre.

## Tècnica

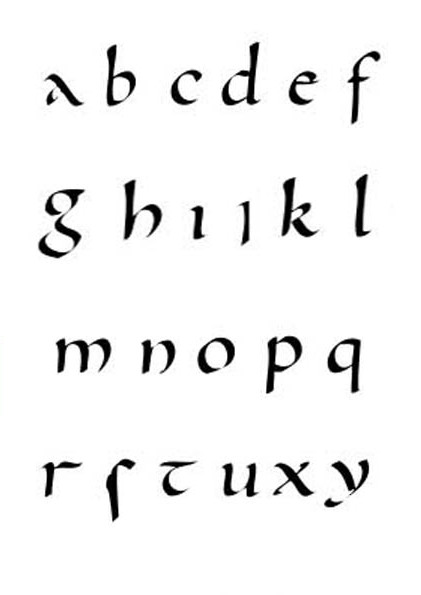
Amb ploma damunt pergamí, la minúscula. Per encàrrec de l'emperador Carlemany l'any 800 es dissenyà una escriptura fàcil de llegir, l'escriptura carolíngia o fundacional.

A més de les inscripcions en pedra, també escrivien els romans en rotllos de papir, imitant la lletra majúscula (els apèndixs en els extrems dels traços servien, al tallar-sobre la pedra, per a "tancar" cadascun d'aquests i així evitar que la roca s'esquerdés més enllà del final del traç) o bé en una forma similar però més simplificada i adaptada a l'enquadernació en rústica". Per documents més informals, els romans usaven les escriptura cursiva, que al llarg dels segles acabarien convertint-se en les nostres lletres minúscules.
Els romans van anar substituint els rotllos de papir pels primers llibres, fets inicialment en pergamí (pells adobades d'animals) doblegats per la meitat. Durant tota l'edat mitjana els monjos van copiar còdexs manuscrits, generalment textos sagrats, sobre pergamí en els scriptoria dels seus monestirs. Per a ells, la cal·ligrafia era molt més que un treball: era una forma d'oració.
El resultat de la seva dedicació va ser una forma d'art: precioses inicials trucades capitulars o versals, per estar situades al principi de cada vers, diminutes il·lustracions anomenades il·luminacions (en sentit estricte aquest nom s'hauria d'aplicar solament a les que es realitzaven emprant profusament el pa d'or. La lluentor d'aquest material és la que dona lloc al nom de les il·lustracions que empren aquesta tècnica).

### Elements constitutius de l'escriptura a ploma
Aspectes a tenir en compte per a la realització d'una correcta cal·ligrafia són la correcta il·luminació, la posició recta, l'alçada adequada de la taula i la manera de subjectar la ploma. Aquesta darrera ha anat variant amb el pas del temps comportant variacions en la lletra.
Segons Jean Mallon, els elements constitutius que hem de tenir presents per dominar la cal·ligrafia són cinc: la morfologia, l'angle d'escriptura, el ductus, el mòdul i el pes de l'escriptura.

#### Morfologia
És l'aspecte exterior, formal, que permet identificar la lletra de l'alfabet llatí. Aquestes formes han patit lleugeres transformacions amb el pas del temps. El moment ha prestigiat més o menys famílies de lletres, esdevenint la forma un indici de l'època en què fou escrita la lletra.

#### Angle d'escriptura
Posició de l'instrument d'escriptura respecte a la línia d'escriptura a seguir. Si l'instrument és una ploma, l'angle de l'orifici per on surt la tinta i la pauta horitzontal que s'ha marcat qui escriu. Aquest angle afectarà el gruix del traç, essent important la posició del full i la posició del qui escriu si es vol obtenir un resultat homogeni.

#### Ductus
El ductus és la manera en que s'aplica el traç segons tres criteris: nombre, ordre i sentit. És a dir la quantitat de traços per a realitzar una lletra de l'alfabet; en quin ordre s'han realitzat els traços i pel que fa al sentit, mai s'hauria de realitzar un traç de dreta a esquerra ni de baix a dalt. El ductus constitueix l'ànima per a una bona cal·ligrafia i hauria d'esser el menys personalitzat dels cinc elements constitutius de l'escriptura. En el cas de la cal·ligrafia xinesa el ductus és inviolable.

#### Mòdul
El mòdul són les dimensions absolutes d'una lletra de l'alfabet: amplada i alçada. Així doncs, malgrat el que hom podria esperar, la paraula mòdul s'empra per definir dimensions variables i no pas constants.

#### Pes
Quatre variables defineixen el pes: La forma del tall de la ploma del qui escriu, el ja esmentat angle d'escriptura, les dimensions amplada i llargada de les línies (mòdul) i alçada del cos de la lletra amb relació a l'amplada del traç de la línia. Aquest darrer punt és determinant per entendre el pes de l'escriptura. Un mateix caràcter pot variar el seu pes si augmenta l'alçada i es manté l'amplada. Com més alta sigui la lletra de l'alfabet més sensació de lleugeresa donarà i com més baixa sigui la lletra augmentarà la sensació de densitat.
Als cinc elements constitutius de l'escriptura de Jean Mallon, Claude Mediavilla n'afegeix un sisè l'estil. Un cop dominats els cinc primers el qui escriu mostra una conducta personal que confereix unes peculiaritats a la seva cal·ligrafia. L'estil l'hem d'entendre com la factura de l'escriptor.

## Evolució històrica
Al llarg dels segles, noves lletres com l'O i la J apareixen en l'alfabet, així com la distinció entre majúscules i minúscules, els accents i signes de puntuació. L'estil de les lletres evoluciona també en funció d'influències culturals i d'innovacions tècniques en materials i suports. Així apareixen multitud de variants:

### Edat mitjana
A partir de l'escriptura cursiva romana van derivar en la més primerenca edat mitjana les escriptures uncial i semiuncial.
Les reformes de l'emperador Carlemany que van provocar el renaixement carolingi van impulsar la creació de l'escriptura carolíngia, evolucionada a partir de la semiuncial i més llegible, que serà uniformement emprada en tots els documents del seu imperi.
D'aquesta escriptura sorgiran més tard i al llarg de l'edat mitjana, les escriptures gòtica, llombarda i altres;

### Renaixement

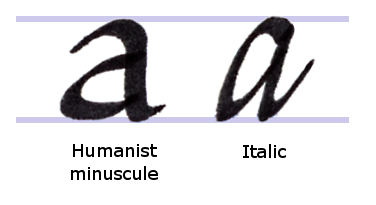
Una de les innovacions de la escriptura cancelleresca o itàlica de Niccolò Niccoli va ser el gran canvi de la minúscula.

L'humanisme del Renaixement promou tres escriptures que s'influencien entre elles: l'escriptura rotunda, l'escriptura humanista i l'escriptura cancelleresca. Les tres neixen a Itàlia entre la Universitat de Bolonya i el Vaticà.
L'escriptura Rotunda s'ha d'entendre com una adaptació al gust italià de l'escriptura gòtica que va dominar tot Europa.
Les escriptures humanista i cancelleresca no són tant una evolució com una resposta, en el camp de l'escriptura, a les demandes de l'humanisme, entès aquest darrer com a moviment filosòfic. En aquest sentit Petrarca emplaça als cal·lígrafs a elaborar una lletra sòbria, cuidada, clara que fora ben captada pels ulls. Defugint de l'escolàstica, en una pretesa mirada al passat clàssic, s'inspiren en l'escriptura carolíngia. Podríem dir que mentre que Petrarca és el pare intel·lectual, a Poggiio Bracciolini se li atribueix la invenció de l'escriptura humanista i Niccolò Niccoli és considerat el precursor de l'escriptura cancelleresca.

### Després de la impremta
La invenció de la impremta fa disminuir enormement la producció de manuscrits, però tot i així, a l'Anglaterra del segle xviii es desenvolupen una sèrie de cal·ligrafies cursives de gran bellesa, com la copperplate.
El bolígraf primer i posteriorment les màquines d'escriure i els ordinadors han suposat la desaparició de la cal·ligrafia de la nostra vida quotidiana. No obstant això és avui un art molt viu, com ho prova l'abundància visible avui dia i que dona lloc a obres de gran bellesa plàstica. Els seus creadors constantment busquen inspiració per a noves tipografies reflectint al nostre voltant en la publicitat, els logotips de companyies i les etiquetes de molts productes.